# Horror Business
Horror Business ist die zweite EP der amerikanischen Horrorpunk-Band The Misfits.

## Entstehung
Ursprünglich waren die Aufnahmen der Session für eine 12"-EP namens Who Killed Marilyn? geplant, die von der Gruppe allerdings nicht finanziert werden konnte. Es erschienen deshalb nur drei der fünf aufgenommenen Titel. Die restlichen zwei blieben bis zum Erscheinen von Legacy of Brutality unveröffentlicht.
Es existieren 25 Pressungen mit schwarzem und 2.000 mit gelbem Vinyl.

## Gestaltung
Auf dem Cover ist zum ersten Mal das heutige Band-Logo, der Crimson Ghost, zu sehen. Der Titel-Song wurde durch den Film Psycho inspiriert und geht laut Bobby Steele auch auf den Tod von Nancy Spungen und Sid Vicious ein.

## Titelliste
Seite A
1. Horror Business – 2:42

Seite B
1. Teenagers from Mars – 2:41
2. Children in Heat – 2:05